# Peoni d'Efes
Peoni (Paeonius, Παιώνιος) fou un arquitecte grec d'època incerta, probablement entre el 420 aC i el 380 aC. En cooperació amb Demetri va completar el gran temple d'Àrtemis a Efes començat per Quersifró. Amb Dafnis de Milet va començar a la ciutat de Milet el temple d'Apol·lo més tard conegut com a Didymaeum o temple d'Apol·lo Dídim, les ruïnes del qual encara existeixen (aquest temple no es va arribar a acabar); el temple anterior d'Apol·lo a Milet havia estat destruït pels perses el 498 aC.